# Фауст, Лотта
Лотта Фауст (англ. Lotta Faust; 8 февраля 1880 — 25 января 1910) — американская актриса, певица и танцовщица из Бруклина. Исполняла интерпретацию танца Саломеи по мотивам пьесы Оскара Уайлда «Саломея» (1893).
Обучалась в государственных школах Бруклина. Подрабатывала кассиршей в универмаге. Дебютировала в театре в возрасте 16 лет.

## Актриса
Её дебютом в театре стала постановка The Sunshine of Paradise Alley (1896), поставленная Денманом Томпсоном . В сентябре 1901 года сыграла роль Джеральдин Фрей в постановке The Liberty Belles. Спектакль был сочинён девятью писателями и композиторами, включая либреттиста Гари Б. Смита. Айн Лоучем написал музыку к постановке. Мероприятие проходило в Madison Square Theatre, на 24 улице, 5 авеню.
Популярность к актрисе пришла после того как она сыграла в постановке Волшебник из страны Оз (1904 - 1905), в которой исполнила песню Sammy. После этого она вошла в труппу Джо Уэбера и появилась в постановке Wonderland (1905). Позже проходила катиснг на участие в пьесе The White Hen (1907), поставленной Льюисом Манном в Casino Theatre, на 39 улице.
В 1907 году вошла в состав труппы Лью Филдса и в 1908 году участвовала в спектаклях The Girl Behind The Counter (1907 - 1908), The Mimic World и в The Midnight Sons в 1909 году. Большая часть выступлений Лотты проходила в театре «Шуберт».

## Водевили
Дебют Фауст в качестве исполнительницы водевилей состоялся в Casino Theatre, когда она исполнила ещё и танец кекуок. В апреле 1900 года её партнёром по этому танцу стал Фрэнк Бернард. В августе 1908 года она выступила в Casino Theatre. В одном из интервью актриса призналась, что не знала библейскую историю Саломеи. Танец Саломеи она освоила благодаря постановке Уайлда.
Также она призналась, что во время исполнения танца на сцене она чувствовала себя той 14-летней Саломеей и испытала ужас и восхищение во время своего выступления. В то время танец Саломеи также исполняли: Ева Тангуэй, Вера Олкотт и Гертруда Х. Хоффман. Фауст после этого сосредоточилась на водевилях, которые помогли раскрыть её вокальный талант.

## Личная жизнь
Дважды была замужем. Первым мужем актрисы был музыкальный директор Пол Шиндлер, с которым она развелась в 1902 году. Вторым мужем стал певец и комик Ричард Линг. В период между браками Фауст была популярна среди мужчин. Джон Берримор вспоминал, что во время танцев с ней он всё время старался «ухватить её за спину», поскольку Фауст предпочитала носить длинные платья с открытыми зонами спины.

## Смерть
Скончалась в январе 1910 года в больнице Нью-Йорка. Причиной смерти стала пневмония, которая развилась у неё после проведения операции за несколько недель до этого. До болезни она сыграла в постановке The Midnight Sons. Перед своей смертью она подала на развод с Лингом.
На момент смерти актрисы, рядом с ней находился художник Малькольм А. Штраусс, проживавший на Манхэттене. Он нарисовал и подписал посмертный портрет Фауст. Полученные с его продажи деньги пошли на пользу родителям актрисы.